# Ellen Hollond

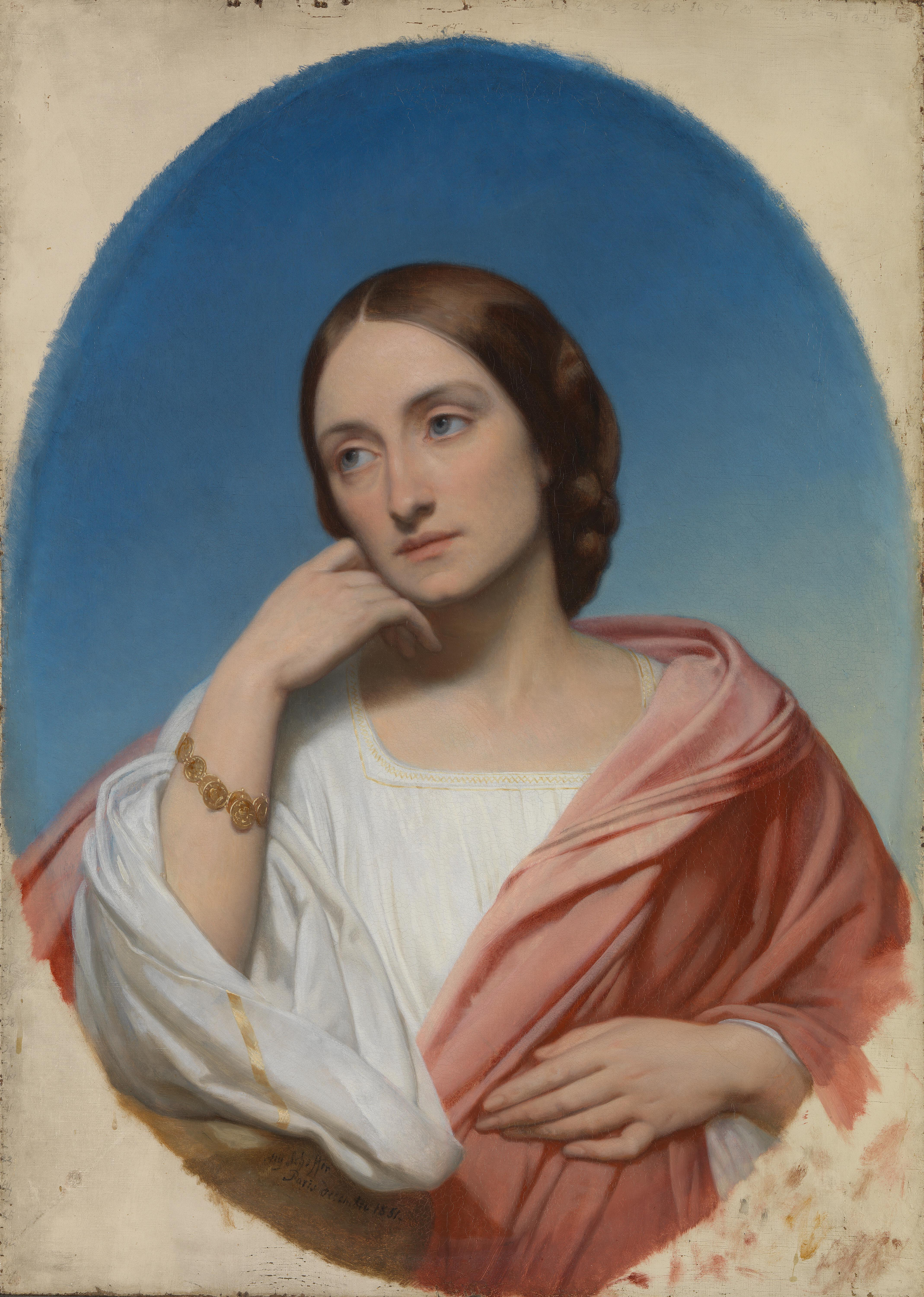
Mrs Robert Hollond von Ary Scheffer, 1852, National Gallery

Ellen Julia Hollond (* 1822 in Madras als Ellen Julia Teed; † 29. November 1884 in Stanmore, Middlesex) war eine englische Autorin und Philanthropin.

## Leben
Sie kam in Indien als Tochter von Thomas Teed zur Welt. 1888 heiratete sie den Whig-Politiker Robert Hollond. Sie traf in Paris viele Intellektuelle wie Odilon Barrot, Montalembert, Charles de Rémusat, François Mignet, Henri Martin, Laboulaye, Joseph d’Haussonville, Pierre Lanfrey oder Lucien-Anatole Prévost-Paradol. Sie gründete einen Kindergarten in London und eine Krankenstation in Paris und Nizza.
Ary Scheffer diente ihr Kopf als Modell für sein Bild Hl. Monika mit hl. Augustinus.

## Werke
- (anon.) Channing, sa vie et ses œuvres, 1857.
- (anon.) La vie de village en Angleterre, 1862.
- A Lady’s Journal of Her Travels in Egypt and Nubia (1858–9), 1864.
- Les Quakers, études sur les premiers Amis et leur société, 1870.